# Wormed
Wormed är ett spanskt technical death metal-band från Madrid som varit aktiva sedan 1998 . Hittills har bandet släppt 3 studioalbum och deras låttexter kretsar oftast kring science fiction, matematik, vetenskap eller kemi, vilket är väldigt ovanligt inom death metal-scenen.
År 2020 klassades Wormed av Loudwire som bästa spanska metalbandet genom tiderna.

## Medlemmar

### Nuvarande medlemmar
- Phlegeton (J.L. Rey) – sång (1998–)
- Migueloud (Miguel Ángel) – gitarr (2008–)
- Guillemoth – basgitarr (1998–)
- V-Kazar (Gabriel Valcázar) – trummor (2018–)

### Tidigare medlemmar
- Andy C. (Andrés Cobos) – trummor (1998–2007)
- Dani – gitarr (1998–2001)
- J. Oliver (Javier Ameztoi) – gitarr (1998–2003, 2007–2016)
- Charly – gitarr (2004–2008)
- Riky (Ricardo Mena) – trummor (2007–2013)
- G-Calero (Guillermo Calero) – trummor (2014–2018; död 2018)

## Diskografi

### Studioalbum
- 2003 – Planisphærium [3]
- 2013 – Exodromos [4] [5]
- 2016 – Krighsu [6]

### Demo
- 1999 – Floating Cadaver In The Monochrome [7]
- 2001 – "Voxel Mitosis" (singel) [8]

### Split
- 2004 – Get Drunk or Die Trying: Premature Burial Tour Vol.1 (split med Goratory och Vomit Remnants) [9]

### EPs
- 2010 – Quasineutrality [10]
- 2019 – Metaportal [11]